# L'Abadia (Vilamalla)
L'Abadia és una masia del municipi de Vilamalla (Alt Empordà) declarada bé cultural d'interès nacional.

## Descripció
Es tracta d'una masia situada als afores de la població, a 50 metres de l'església parroquial de Vilamalla. A la banda nord-est de la masia es conserva una torre quadrada adossada. En el mur septentrional de la torre, a la part alta, hi ha tres espitlleres. A la banda de ponent hi ha les restes del que seria una finestra coronella gòtica d'arcs apuntats. Els altres dos murs queden embeguts dins de la masia. Al mur de llevant hi ha l'entrada. L'aparell és de carreus grans, de pedra arenosa, ben escairats.

## Història
L'Abadia és un mas del segle xvi o XVII amb una torre adossada del segle xiii o XIV. El seu nom probablement és degut al fet que va estar vinculat al monestir de Sant Pere de Rodes.